# Presidenti della Provincia di Belluno
Elenco dei presidenti dell'amministrazione provinciale di Belluno.

## Regno d'Italia (1866-1946)

### Presidenti del Consiglio provinciale (1866-1926)
- Giorgio Mezzan (1866-1867)
- Stefano Paganini (1867-1875)
- Giulio Maroza (1875-1887)
- Giovanni Battista Bellati (1887-1888)
- Carlo Zasso (1888-1889)
- Francesco Dal Covolo (1889-1903)
- Carlo Zasso (1903-1910)
- Vittorio Zanon (1910-1914)
- Edoardo Goletti (1914-?)

### Presidenti della Deputazione provinciale (1889-1926)
| Nº | Nº | Ritratto | Nome                | Mandato | Mandato | Partito |
| Nº | Nº | Ritratto | Nome                | Inizio  | Fine    | Partito |
| -- | -- | -------- | ------------------- | ------- | ------- | ------- |
| 1  |    |          | Giuseppe Gerenziani | 1889    | 1908    | ?       |
| 2  |    |          | Ottorino Nobis      | 1908    | 1911    | ?       |
| 3  |    |          | Luigi Basso         | 1911    | 1914    | ?       |
| 4  |    |          | Andrea Prosdocimi   | 1914    | ?       | ?       |

## Italia repubblicana (dal 1946)

### Presidenti della Provincia (dal 1951)

#### Eletti dal Consiglio provinciale (1951-1995)
| Nº | Nº | Ritratto | Nome                | Mandato | Mandato | Partito                                 | Elezione |
| Nº | Nº | Ritratto | Nome                | Inizio  | Fine    | Partito                                 | Elezione |
| -- | -- | -------- | ------------------- | ------- | ------- | --------------------------------------- | -------- |
|    |    |          | ?                   | 1951    | ?       | ?                                       | 1951     |
| ?  | ?  | 1956     | ?                   |         |         | ?                                       |          |
|    |    |          | Alessandro Da Borso | ?       | 1965    | Democrazia Cristiana                    | 1960     |
|    |    |          | Gianfranco Orsini   | 1965    | 1967    | Democrazia Cristiana                    | 1964     |
|    |    |          | Giovanni Fontana    | 1967    | 1970    | Democrazia Cristiana                    | 1964     |
|    |    |          | Gianfranco Orsini   | 1970    | 1972    | Democrazia Cristiana                    | 1970     |
|    |    |          | Andrea Baratto      | 1972    | 1975    | Democrazia Cristiana                    | 1970     |
|    |    |          | Dino Riva           | 1975    | 1976    | Partito Socialista Democratico Italiano | 1975     |
|    |    |          | Mario Paolini       | 1976    | 1980    | Partito Socialista Democratico Italiano | 1975     |
|    |    |          | Renato Costantini   | 1980    | 1985    | Partito Socialista Italiano             | 1980     |
|    |    |          | Elio Daurù          | 1985    | 1990    | Democrazia Cristiana                    | 1985     |
|    |    |          | Oscar De Bona       | 1990    | 1995    | Partito Socialista Italiano             | 1990     |

#### Eletti direttamente dai cittadini (1995-2014)
| Nº | Nº                       | Ritratto | Nome                                           | Mandato | Mandato | Partito         | Elezione |
| Nº | Nº                       | Ritratto | Nome                                           | Inizio  | Fine    | Partito         | Elezione |
| -- | ------------------------ | -------- | ---------------------------------------------- | ------- | ------- | --------------- | -------- |
|    |                          |          | Oscar De Bona                                  | 1995    | 2004    | Centro-sinistra | 1995     |
|    | Lista civica-SDI-PPI-LVR | 1999     | Oscar De Bona                                  | 1995    | 2004    |                 |          |
|    |                          |          | Sergio Reolon                                  | 2004    | 2009    | Centro-sinistra | 2004     |
|    |                          |          | Gianpaolo Bottacin                             | 2009    | 2011    | Lega Nord       | 2009     |
|    |                          |          | Vittorio Capocelli (Commissario straordinario) | 2011    | 2014    | —               | —        |

#### Eletti dai sindaci e consiglieri della provincia (dal 2014)
| Nº               | Ritratto  | Ritratto | Nome                 | Mandato           | Mandato          | Partito                     | Elezione |
| Nº               | Ritratto  | Ritratto | Nome                 | Inizio            | Fine             | Partito                     | Elezione |
| ---------------- | --------- | -------- | -------------------- | ----------------- | ---------------- | --------------------------- | -------- |
|                  |           |          | Daniela Larese Filon | 13 ottobre 2014   | 12 giugno 2017   | Partito Socialista Italiano | 2014     |
|                  |           |          | Roberto Padrin       | 10 settembre 2017 | 19 dicembre 2021 | Lista civica                | 2017     |
| 19 dicembre 2021 | in carica | 2021     | Roberto Padrin       |                   |                  | Lista civica                |          |